# Patrice Pouperon
Patrice Pouperon (4 novembre 1939 à La Charité-sur-Loire - 31 août 2010 à Nîmes), est un éditeur et artiste français.

## Biographie
Ancien élève de l’École des Beaux-Arts de Paris, Patrice Pouperon mène son apprentissage par le biais de stages en imprimeries (il entre en 1975 dans l'atelier du maître graveur Calevaert-Brun) tout en continuant ses productions picturales. Il expose régulièrement ses travaux à partir de 1964. En 1980, il fait la connaissance de Michel Butor avec qui il réalise en 1982 un livre manuscrit, Rumeurs de la forêt, puis celle de Pierre-André Benoit en 1983, qui l’incite également à produire de petits ouvrages dans l’esprit des siens.
Les éditions La Garonne naissent en 1985, à Ginasservis, dans le Var. Liliane Pouperon dite « Marie Léonor » (1930-2009), sa femme, née à Paris, compose la typographie de tous les livres d’artistes édités exclusivement en caractères Charles-Nicolas Cochin. Leurs éditions se consacrent à la production d’ouvrages de bibliophilie, livres d’artistes et manuscrits enluminés qui privilégient la rencontre d’un écrivain et d’un plasticien. Ces livres sont à tirage limité et, parfois, extra-limité, de quelques-uns à 30 ou 50 exemplaires. Il existe également de nombreuses autres œuvres croisées allant de la réalisation d’objets en trois dimensions (paniers, rouleaux, coffres à secrets, pliages et petits volumes) aux estampes, gravures et cartes postales.

## Expositions

### Expositions personnelles (sélection)
- source[3]
- 2010 : « La matérialité des littératures » Carré d’art Mur Foster, Nîmes
- 2004 : « Le livre et l’intime », Carré d’art-Bibliothèque, Nîmes
- 1997 : « Dix-millionième de seconde », Artothèque Sud, Nîmes
- 1993 : « Ventoux mon Olympe », école régionale des beaux-arts, Toulouse ; galerie d’art contemporain Saint-Ravy, Montpellier ; médiathèque Ceccano, Avignon ; galerie Lucette Herzog, Paris
- 1992 : « Peindre entre les mots », bibliothèque municipale d’Alès
- 1979 : Happening avec destruction de cent toiles, espace Cardin, Paris
- 1978 : Galerie Arcadia, Paris
- 1977 : Galerie Bernheim, Paris
- 1964 : Galerie 90, Paris

### Expositions collectives (sélection)
- source[3]
- 2006 : « Michel Butor L'écriture nomade», Bibliothèque nationale de France, Paris
- 2003 : « Le livre pauvre », CAPC, Tours
- 2001 : « 37 artistes avec Michel Butor », musée de Chambéry
- 2000 : « Kaléidoscopies Arrabal et ses artistes », musée Baron Gérard, Bayeux
- 1997 : « 22 artistes avec Michel Butor », médiathèque municipale, Le Mans ; « 13 artistes avec Michel Butor », Chapelle de la Visitation, Le Mans
- 1995 : « Être dans les petits papiers de… », Artothèque Sud, Nîmes
- 1992 : « 6 +1 Passage méditerranéen », musée de Bédarieux ; musée du cap d’Agde ; maison du Temps libre de Mèze
- 1987 : « En compagnie de Michel Butor », musée de Valence ; « Livres d’artistes », librairie Gallimard, Paris
- 1986 : « Avec Michel Butor », médiathèque Ceccano, Avignon
- 1984 : « Œuvres croisées », musée de Valence ; maison de la culture André-Malraux, Reims ; « Voir avec Michel Butor », musée d’art moderne et d’art contemporain, Liège (Belgique) ; « Guillevic et ses peintres », (commissaire d’exposition) médiathèque Ceccano, Avignon
- 1982 : « Art et littérature », école d’art, Aix-en- Provence

## Publications
- Ouvrages particuliers :
  - Patrice Pouperon, Peindre entre les mots, coédition bibliothèque municipale d’Alès-en-Cévennes, galerie d’art contemporain Saint-Ravy Demangel-Ville de Montpellier, galerie Lucette Herzog à Paris, 1992
  - Patrice Pouperon, Ventoux, mon olympe, coédition école régionale des beaux-arts de Toulouse, galerie d’art contemporain Saint-Ravy Demangel-Ville de Montpellier, médiathèque Ceccano d’Avignon, galerie Lucette Herzog à Paris, 1993
  - Dix-millionième de seconde. Patrice Pouperon et Michel Butor, Artothèque Sud Nîmes, 1997
  - Patrice Pouperon, Le Livre et l'Intime, Carré d’art bibliothèque - Ville de Nîmes, 2004

- Ouvrages généraux :
  - Lucien Giraudo, Michel Butor le dialogue avec les arts, Villeneuve-d'Ascq, Presses universitaires du Septentrion, 2006
  - Michel Butor, Déménagements de la littérature. Paris, Presses Sorbonne nouvelle, 2008
  - Michel Butor, Rencontre-Trajectoire, Carcassonne, centre Joë Bousquet et son Temps, 2001

- Livres de bibliophilie
  - Sterne des solitudes de Juliette Darle, illustré de sérigraphies de Patrice Pouperon, Les Bibliophiles de France, 1980